# Prezydenci Somalilandu
Prezydent Somalilandu jest jednocześnie szefem rządu tego kraju, nieuznawanego na arenie międzynarodowej. Do tej pory tę funkcję pełniło sześciu prezydentów. 
| Osoba | Osoba   | Osoba                                 | Kadencja        | Kadencja        | Partia polityczna |
| #     | Portret | Imię i Nazwisko                       | Od              | Do              | Partia polityczna |
| ----- | ------- | ------------------------------------- | --------------- | --------------- | ----------------- |
| 1     |         | Abdurahman Ahmed Ali Tur (1931–2003)  | 28 maja 1991    | 16 maja 1993    | SNM               |
| 2     |         | Mohammed Ibrahim Egal (1928–2002)     | 16 maja 1993    | 3 maja 2002     | UDUB              |
| 3     |         | Daahir Rayaale Kaahin (1952–)         | 3 maja 2002     | 27 lipca 2010   | UDUB              |
| 4     |         | Ahmed M. Mahamoud Silanyo (1936–2024) | 27 lipca 2010   | 13 grudnia 2017 | KULMIYE           |
| 5     |         | Muse Bihi Abdi (1948–)                | 13 grudnia 2017 | 12 grudnia 2024 | KULMIYE           |
| 6     |         | Abdirahman Mohamed Abdullahi (1956–)  | 12 grudnia 2024 | nadal           | Waddani           |